# 小牧桃花台テレビ中継局

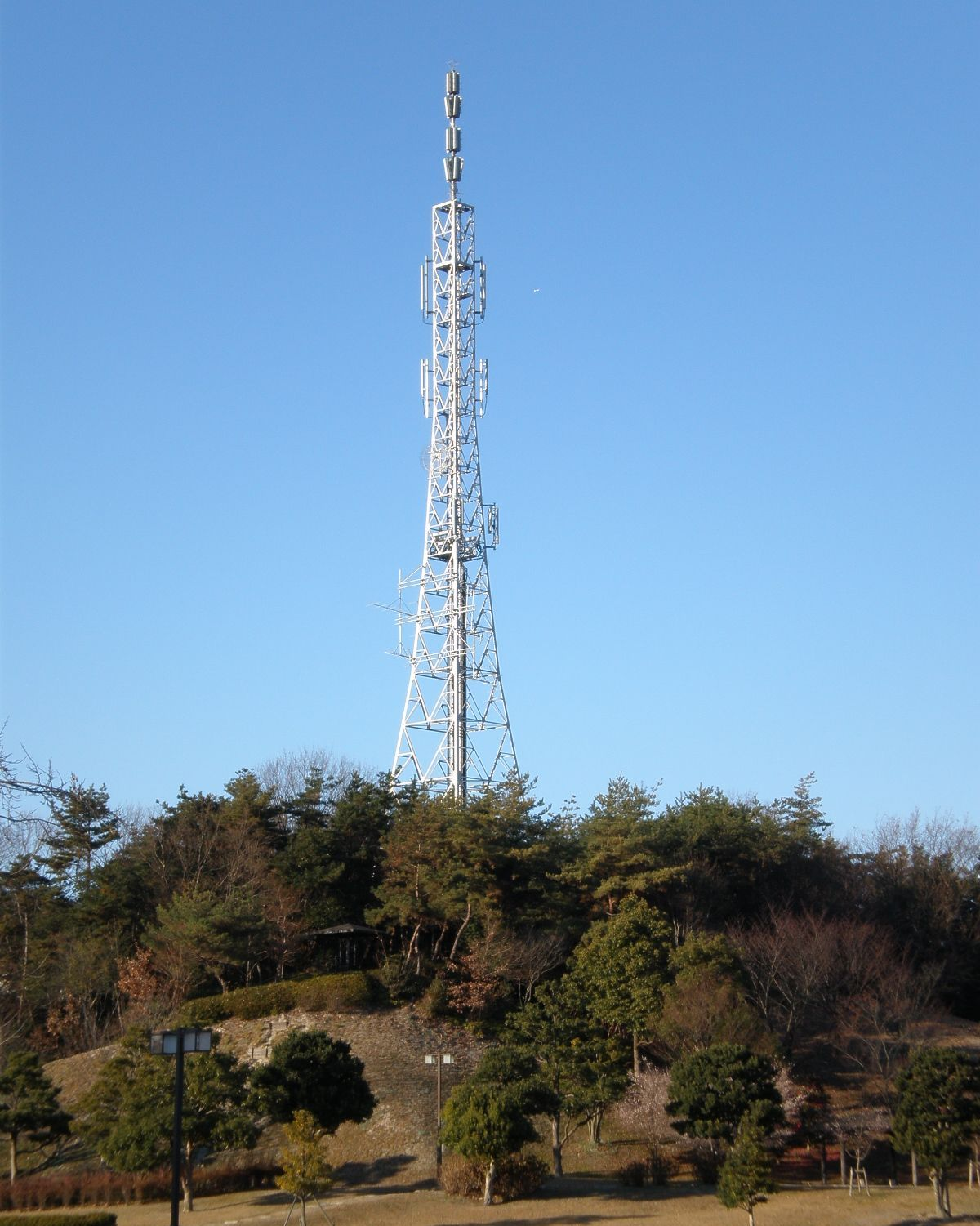
小牧桃花台テレビ中継局

小牧桃花台テレビ中継局（こまきとうかだいテレビちゅうけいきょく）は、愛知県小牧市にあった地上アナログテレビ放送中継局。アナログテレビ名古屋親局（名古屋テレビ塔・東山タワー）からの電波が届きにくい、小牧市東部の桃花台ニュータウン地区をカバーしていた。
なお、地上デジタルテレビ放送は名古屋親局（瀬戸デジタルタワー）からの電波が直接受信可能であるため、2011年7月24日をもって廃止された。廃止後は携帯電話の基地局として再利用されている。

## 歴史
- 1986年1月22日 - 開局
- 2011年7月24日 - 全局廃止された。

## 中継局概要
| チャンネル | 放送局名                              | 空中線電力        | ERP                 | 放送対象 地域 | 放送区域 内世帯数 | 偏波面   | 放送終了日     |
| 32ch       | TVA テレビ愛知                        | 映像3W/ 音声750mW | 映像5.8W/ 音声1.45W | 愛知県        | 約6230世帯        | 垂直偏波 | 2011年 7月24日 |
| 41ch       | THK 東海テレビ放送                    | 映像3W/ 音声750mW | 映像4.9W/ 音声1.2W  | 中京広域圏    | 約6230世帯        | 垂直偏波 | 2011年 7月24日 |
| 43ch       | CBC 中部日本放送                      | 映像3W/ 音声750mW | 映像4.9W/ 音声1.2W  | 中京広域圏    | 約6230世帯        | 垂直偏波 | 2011年 7月24日 |
| 45ch       | NBN 名古屋テレビ放送 愛称「メ～テレ」 | 映像3W/ 音声750mW | 映像4.9W/ 音声1.2W  | 中京広域圏    | 約6230世帯        | 垂直偏波 | 2011年 7月24日 |
| 47ch       | CTV 中京テレビ放送                    | 映像3W/ 音声750mW | 映像4.9W/ 音声1.2W  | 中京広域圏    | 約6230世帯        | 垂直偏波 | 2011年 7月24日 |
| 49ch 27ch  | NHK 名古屋教育                        | 映像3W/ 音声750mW | 映像4.6W/ 音声1.15W | 全国          | 約6230世帯        | 垂直偏波 | 2011年 7月24日 |
| 53ch 29ch  | NHK 名古屋総合                        | 映像3W/ 音声750mW | 映像4.5W/ 音声1.15W | 愛知県        | 約6230世帯        | 垂直偏波 | 2011年 7月24日 |

- 赤数字chは、2003年3月24日から5月24日の期間内に｢アナアナ変換｣により変更されたチャンネル。

## 所在地
- 小牧市城山2丁目の桃花台中央公園内